# Отоманьська культура

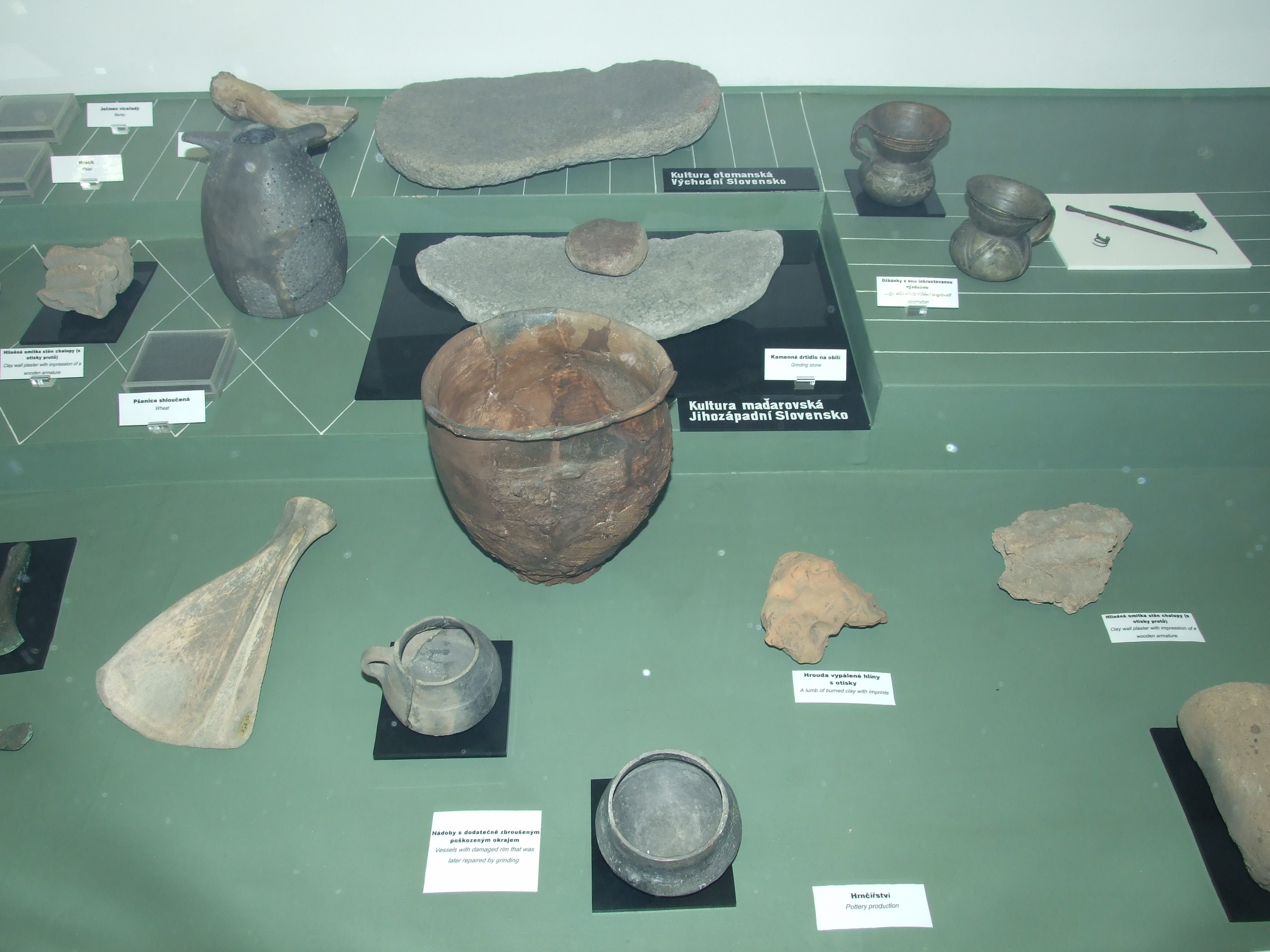
Артефакти Мад'ярівської культури та культури Отомань в Національному музеї в Празі

Отоманьська культура, Отомань — археологічна культура, одна з найяскравіших археологічних культур доби середньої бронзи Південнокарпатського регіону. Разом з іншими культурами середнього періоду бронзової доби культура Отомань забезпечила функціонування Карпато-Дунайського центру культурогенезу, під впливом якого опинилося й населення Північно-Західного Причорномор'я.

## Назва
Назва походить від городища Отомань у Трансильванії, де у 20-х роках XX століття угорський археолог Мартон Рошка розпочав розкопки, виявивши цю культуру. В Угорщині ця культура називається культурою Фюзешабонь (Füzesabony).

## Поширення
У 17—14 століттях до н. е. культура Отомань займала терени Закарпаття у верхів'ях річки Тиси (Берегове, Дідове, Дякове), Східної Словаччини, Північно-Східної Угорщини та Північно-Західної Румунії. Процес її формування відбувався на територіях Словаччини чи північно-західної Трансильванії. У Закарпатті пам'ятки раннього етапу культури Отомань не трапляються.

## Пам'ятки
Пам'ятки представлені укріпленими й неукріпленими поселеннями, городищами та скарбами бронзових і золотих речей.
Городища, велика кількість яких відома у Карпато-Дунайському басейні виглядали як справжні фортеці. Вони мали рови завширшки 10 м, заввглибшки до 6 м, частоколи та палісади. Серед них і, власне городище Отомань, а також городище Спишський Шверток, у Словаччині. Останнє займало вершину гори, його площа дорівнює близько 9 га, мало укріплення у вигляді двох стін, які споруджені із кам'яних плит та землі. Товщина стін 7,5 м, а їх висота сягала 4 м. Біля в'їзду на городище було зведено дві башти. У внутрішній частині, окрім жител, зосереджувалися ремісничі та ювелірні майстерні. Тут було знайдено більше двадцяти скарбів із золотими та бронзовими виробами.
Для цієї культури характерні високоякісний яскраво орнаментований столовий і ритуальний керамічний посуд, що виготовлявся без застосування гончарного кола, та багато орнаментовані бронзові вироби складних, іноді навіть химерних, форм. Посуд має певні стандартні форми та орнаменти. Походження деяких таких орнаментів пов'язують із крито-мікенськими впливами, хоча весь посуд вироблявся на місці.
Кам'яні вироби ще не вийшли з ужитку. Для їх виготовлення використовувався місцевий обсидіан.
Отоманська культура дуже багата на металеві вироби. Вони представлені численними типами прикрас, знаряддями праці та зброї.
Племена цієї культури мали розвинене орне землеробство та скотарство, металургію бронзи, розвинені торговельні та культурні зв'язки з егейським світом. Поховальний обряд — біритуальний: як тілоспалення в урнах, так і тілопокладення в ямах на пласких могильниках. Виділяються окремі багаті поховання. На городищах простежується зародження соціальної диференціації суспільства — виділяються акрополі. Основу ідеологічних уявлень складали солярні культи.

### Пам'ятки культури Отомань на Закарпатті
- Біля міста Берегове (Мала Гора) знайдене укріплене поселення площею 0,7 га . Воно розташовано на висоті 148 м на схилі Карпатських гір. Фортифікаційні споруди не збереглися. Також біля Берегова відкриті невеликі печери, що утворилися внаслідок давніх розробок покладів свинцю, цинку та золота.
- Біля села Колодне знайдено скарб. Загальна його вага складала понад 1,5 кг. Серед 28 речей — сокири звичайні та бойові, різні типи шпильок, підковоподібні підвіски, браслети тощо.
- Біля Мукачева в часи Другої світової війни знайдено скарб. Речі, загальною вагою 2,5 кг, були у двох посудинах. Тут відкрито багатовиткові спіралі, пластини підпрямокутної форми, бронзові зливки, сокиру.
- Укріплене поселення в урочищі Товар — Болотний Замок Берегівського району. Розташоване на острові посеред болота. Площа 1,3 га. Зберігся вал заввишки до 0,8 м та рів завширшки 12 м.
- Поселення біля міста Виноградів. Розташоване на південних схилах Чорної Гори.
- Поселення біля села Кідьош (Зміївка) Берегівського району, на північному схилі Ардівської гори. В селі в різні часи було знайдено чотири скарби бронзових предметів.
- Біля села Дякове знайдено майже двадцять теллей (узвиш) із різночасовими культурними нашаруваннями. На одному з них, в урочищі Киширде, виявлено землянку культури Отомань. Вона мала прямокутну форму, займала 8,5 кв. м, глибина сягала 1,2 м. Підлога вкрита жорствою. Знайдено 16 бронзових скроневих підвісок, які лежали поруч із кухлем. З цього ж поселення відомі кам'яні ливарні форми для лиття шпильок та шил, глиняне грузило.
- Поселення біля села Квасово площею 0,8 га. Тут відкриті залишки наземного житла завбільшки майже 12 м².
- Поселення завбільшки 1,5 га розташоване в урочищі Браунтаг біля села Вовчанське (нині Тисобикень), на дюнному узвишші. До культури Отомань належить господарча яма 3,4 на 2,5 м, у заповненні якої — кераміка розвинутого етапу цієї культури.

## Наступні культури
Під тиском центральноєвропейських культур курганних поховань та внаслідок якихось внутрішніх чинників культура Отомань зникає. Її нащадками стали племена багатьох пізніших культур, перш за все — Ґава-голіградська культура, Пілінська культура. У Закарпатті культура Отомань переростає у споріднену культуру Фельшесевч-Станове. Лише у північній Трансильванії вона дещо подовжує своє існування.